# Lêmure-delicado-dourado
O lêmure-delicado-dourado ou lêmure-dourado-do-bambu (Hapalemur aureus) é um lêmure de média dimensão, originário e endémico do sudeste de Madagáscar. Está classificado, segundo a União Internacional de Conservação de Natureza, com criticamente ameaçado. Este nível de ameaça elevado deve-se sobretudo à perda de habitat. Apopulação tem vindo a decrescer e actualmente deverão existir à volta de 1000 indivíduos. Esta espécie alimenta-se quase exclusivamente de ervas, com especial relevância para os bambus da espécie Cathariostachys madagascariensis.
Esta espécie é crepuscular. Tem entre 37-39.5 cm de comprimento, mais uma cauda 37–41 cm. Pesa cerca de 1-1.5 kg.
A fêmeas dão à luz apenas uma cria por ano. As fêmeas procriam todos os anos. O período de gestação é de aproximadamente 138 dias.